# 붉은 여왕 가설
붉은 여왕 가설(Red Queen's Hypothesis)은 진화학에서 거론되는 원리로, 주변 자연환경이나 경쟁 대상이 보다 빠른 속도로 변화하려하기 때문에 어떤 생물이 진화를 하게 되더라도 상대적으로 적자생존에 뒤처지게 되며, 이를 보상하기 위해 끊임없이 서로 재시도를 하는 과정에서 결국 자연계의 진화경쟁에선 어느 한쪽이 일방적인 승리를 거두지 못한다는 뜻을 의미한다. 이 원리는 진화론뿐만 아니라 경영학의 적자 생존 경쟁론을 설명할 때도 매우 유용하게 사용된다.

## 유래

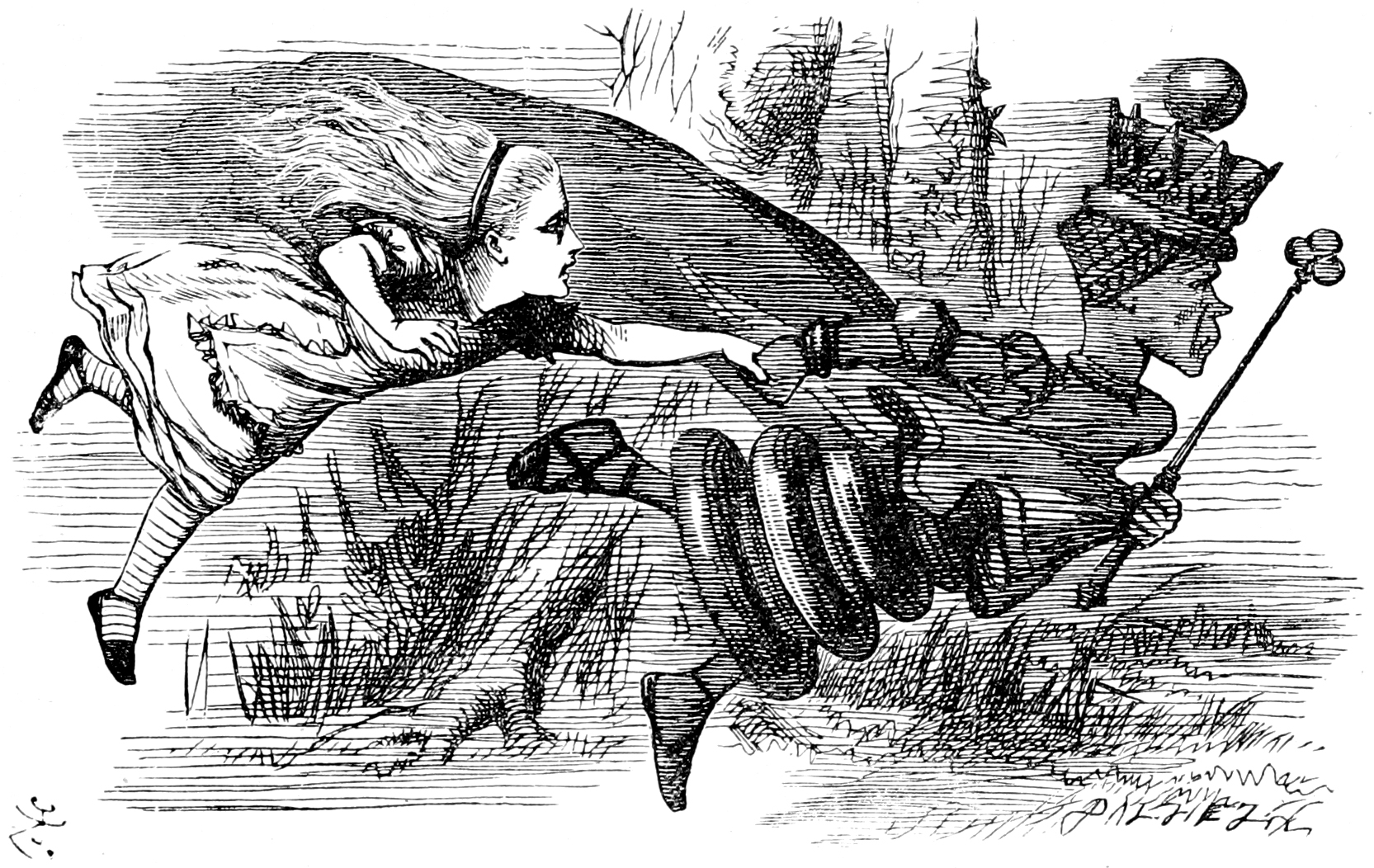
“이제, 여기 보다시피, 네가 할 수 있는 한 힘껏 달려야만 이곳에 겨우 머무를 수 있을뿐이야.“ -루이스 캐럴

붉은 여왕이라는 말은 루이스 캐럴의 소설 이상한 나라의 앨리스의 속편 거울 나라의 앨리스에서 붉은 여왕이 주인공 앨리스에게 말하는 내용에서 비롯되었다. 소설 속에서 붉은 여왕은 앨리스에게 “제자리에 있고 싶으면 죽어라 뛰어야 한다”라고 말하는데, 그 이유는 붉은 여왕이 다스리는 붉은 여왕의 나라에서는 어떤 물체가 움직일 때 주변 세계도 그에 따라 함께 움직이기 때문에 주인공이 끊임 없이 달려야 겨우 한발  내디딤으로써 제자리를 유지할 수 있기 때문이다.
Alice looked round her in great surprise. ‘Why, I do believe we’ve been under this tree the whole time! Everything’s just as it was!’
앨리스는 당황하여 그녀와 주위를 둘러 보았다. ‘왜죠? 우리는 계속 이 나무 아래에 있잖아요! 모든 것이 그대로에요! '
‘Of course it is,’ said the Queen, ‘what would you have it?’
‘물론이지’ 여왕이 말했다. '그럼 어때야 하는데?'
‘Well, in our country,’ said Alice, still panting a little, ‘you’d generally get to somewhere else—if you ran very fast for a long time, as we’ve been doing.’
‘이런, 우리 나라에서는', 앨리스는 여전히 약간 헐떡거렸다. `우리가 한 것처럼 오랫동안 아주 빨리 달렸다면, 일반적으로 다른 곳으로 가있어야 하죠. '
‘A slow sort of country!’ said the Queen. ‘Now, here, you see, it takes all the running you can do, to keep in the same place. If you want to get somewhere else, you must run at least twice as fast as that!’
‘그곳은 아주 느린 나라구나!’여왕이 말했다. ‘이제, 여기 보다시피, 당신이 할 수 있는한 힘껏 달려야만 이곳에 겨우 머무를 수 있을뿐이야. 만약 너가 다른 곳으로 가고 싶다면 적어도 이보다 두 배는 더 빨리 달려야 하지! '
이러한 이야기를 시카고 대학의 진화 학자 밴 베일른(Leigh Van Valen)이 생태계의 쫓고 쫓기는 평형 관계를 묘사하는 데 썼으며, 그가 이러한 진화학적 원리를 '붉은 여왕의 효과'(Red Queen Effect) 라고 부른 것이 현재에 이른다.

## 같이 보기
- 공진화
- 글루코시놀레이트